# 荒尾兴功
荒尾兴功（1902年3月18日 - 1974年8月22日），日本陆军军人。最終階級為陸軍大佐。

## 生平
荒尾兴功出生在高知县，父亲荒尾大吉是海军大尉。先后在仙台陆军地方幼年学校、陆军幼年学校学习，1923年7月从陆军士官学校35期毕业。同年10月进入步兵第61联队任陆军少尉。1930年11月，以优等成绩从从陆军大学校第42期毕业。长期在参谋本部任职，其间也曾于南方军担任参谋等职。1942年8月晋升为大佐，次年4月开始担任陆军省军务局军事课长。日本投降前夕，积极参与了以少壮派军人为主谋的宫城事件，起草了重要的“兵力动员计划”。战后，由于战犯嫌疑而一度被关押于巢鸭监狱，最终获不起诉处理。

## 傳記
- 高山信武編『荒尾興功さんをしのぶ』1978年。

## 外部連結
- 国立国会図書館 憲政資料室 荒尾興功関係文書